# Xanináwa
Xanináwa (Saninawa, Sanináua), jedno od panoanskih plemena s gornjeg toka rijeke Juruá u Brazilu. Mason (1950.) ih jezično klasificira panoanskoj skupini Catukina u koje uključuje i Araráwa, Ararapina i Arara (s Shawanawa). Jedna njihova jezična podgrupa je Saninauaca (Saninawacana).